# Paul Bildt

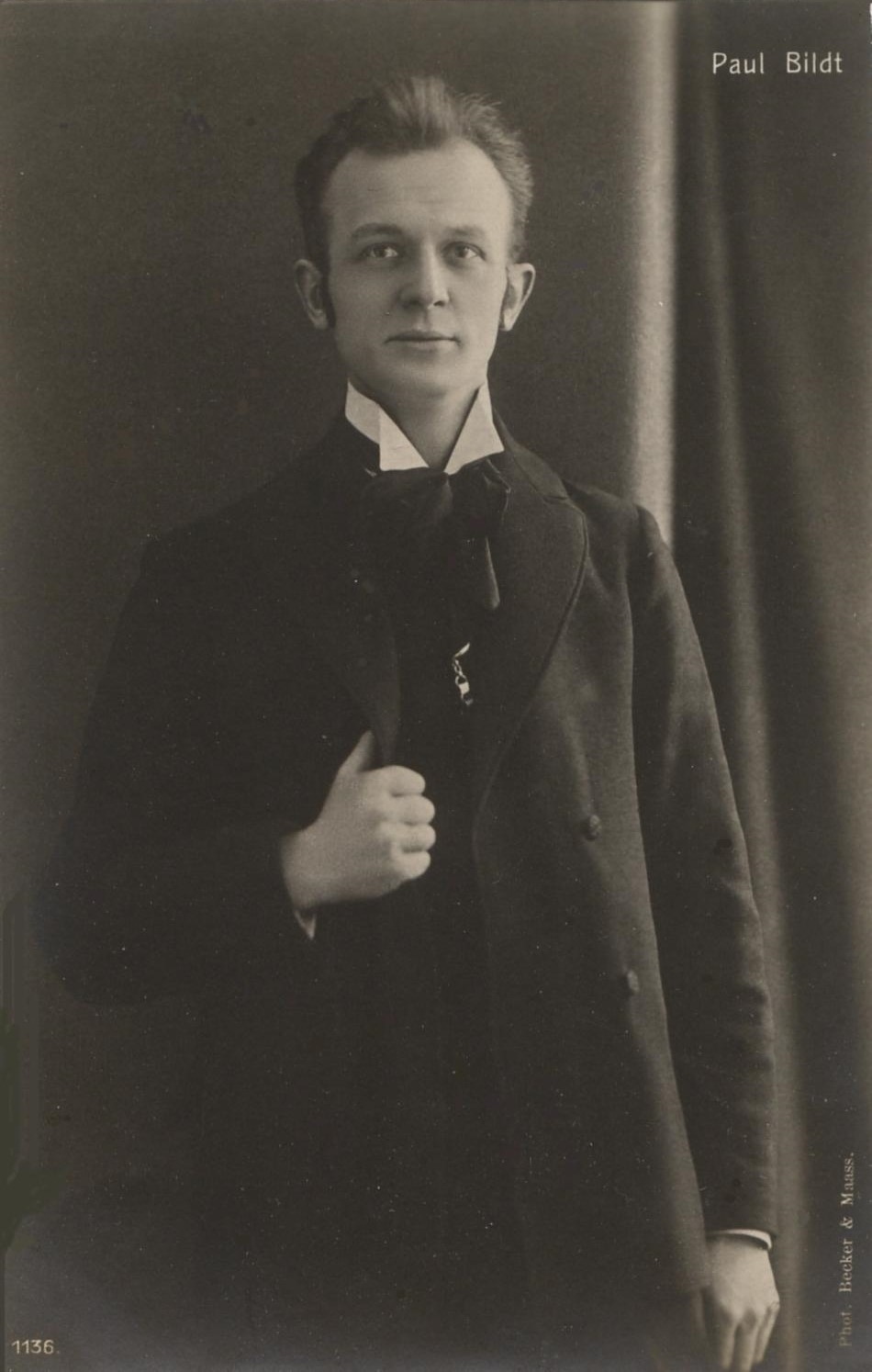
Paul Bildt hacia 1920

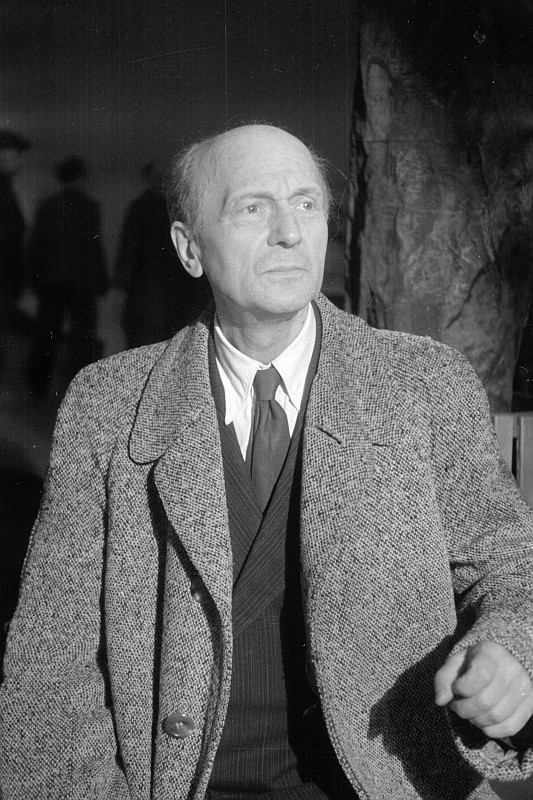
Paul Bildt en el Deutsches Theater en septiembre de 1945

Paul Bildt (19 de mayo de 1885-13 de marzo de 1957) fue un actor y director alemán. 

## Biografía
Su nombre completo era Paul Hermann Bildt, y nació en Berlín, Alemania, siendo uno de los seis hijos de Ferdinand Wilhelm Bildt y Auguste Marie Fiebelkorn. Inició su formación en la Oberrealschule Luisenstädtische, en Berlín, y ya con 14 años destacaba por una actuación de aficionados para la Asociación Cristiana de Jóvenes. Empezó a entrenarse para ser oficial de policía, pero decidió finalmente tomar lecciones de interpretación de Friedrich Moest en la Reichersche Hochschule für dramatische Kunst.
El 2 de mayo de 1905 debutó en una gira teatral, y en octubre de ese año fue contratado por el Teatro Schiller de Berlín, donde permaneció ocho años. Después inició un compromiso con el Kleinen Theater que se vio interrumpido por la Primera Guerra Mundial. Durante la contienda, y a causa de una grave enfermedad, apenas usó el uniforme. Dado que Bildt formó parte del elenco del Deutsches Theater de Berlín, participó también en la primera producción del Berliner Ensemble.
Tras la llegada al poder de Adolf Hitler en 1933, corrió el riesgo de ser marginado en su profesión por ser judía su esposa. Bajo la protección de Gustaf Gründgens pudo seguir actuando en el Teatro Schauspielhaus de Berlín. Actuó también para varias películas producidas por la Universum Film AG, algunas de ellas de carácter propagandístico. Poco antes de finalizar la Segunda Guerra Mundial fue colocado en la Gottbegnadeten-Liste, una relación de artistas considerados representativos del Tercer Reich. Al finalizar la guerra, Bildt y su hija se encontraban en la casa de campo de Gustaf Gründgens en Zeesen. Tras la ocupación del lugar por el Ejército Rojo el 26 de abril de 1945, Bildt y Eva tomaron una sobredosis de barbital, a causa de la cual ella falleció, mientras que Paul Bildt permaneció en coma varios días.
Ya recuperado, Gründgens llevó a Bildt al Teatro Düsseldorfer Schauspielhaus. En 1954 inició un compromiso con el Teatro de Cámara de Múnich, en el que trabajó hasta su muerte. Por su actuación con el Berliner Ensemble en la pieza de Bertolt Brecht Madre Coraje y sus hijos, Bildt fue uno de los primeros actores en recibir en 1949 el Premio Nacional de la RDA.
Con respecto a su trayectoria cinematográfica, Bildt se inició en el cine mudo en 1910, siendo uno de los actores más ocupados de su país en la época. En el cine posterior a la Segunda Guerra Mundial fue también un actor habitual, trabajando hasta su muerte en un total de más de 150 producciones. Algunos de los largometrajes de la Deutsche Film AG en los que actuó fueron Der Rat der Götter y Das kalte Herz, ambos de 1950. Además, Bildt trabajó como actor de voz, doblando a intérpretes como Sacha Guitry y Walter Brennan.
Paul Bildt falleció en Berlín en 1957, y fue enterrado en el Cementerio de Dahlem de dicha ciudad. Había estado casado, en un primer matrimonio, con la actriz Charlotte Friedländer, de origen judío, con la que tuvo a Eva Bildt (1916–1945), actriz y cantante comprometida con Helmut Gollwitzer. Tras la muerte de su primera esposa en 1945 a causa de un cáncer, Bildt se casó con Katharina Pape.

## Filmografía (selección)

### Cine mudo
- 1910 : Schuld und Sühne
- 1912 : Zu Tode gehetzt
- 1913 : Die Landstraße
- 1913 : … denn alle Schuld rächt sich auf Erden
- 1914 : Die Grenzwacht im Osten
- 1916 : Stein unter Steinen
- 1917 : Die Prinzessin von Neutralien
- 1918 : Mr. Wu
- 1918 : Die Rothenburger
- 1919 : Die lebende Tote
- 1919 : Rose Bernd
- 1920 : Die Schuld der Lavinia Morland
- 1920 : Nachtgestalten
- 1921 : Schloss Vogelöd
- 1921 : Tobias Buntschuh
- 1921 : Lady Hamilton
- 1923 : Friedrich Schiller
- 1923 : Ein Weib, ein Tier, ein Diamant
- 1924 : Die Schmetterlingsschlacht
- 1925 : Die Verrufenen
- 1926 : Die Flammen lügen
- 1927 : Prinz Louis Ferdinand
- 1927 : Lützows wilde verwegene Jagd
- 1927 : Das Mädchen mit den fünf Nullen
- 1928 : Liebe und Diebe

### Cine sonoro
- 1930 : Der Andere
- 1930 : Dreyfus
- 1934 : Wilhelm Tell
- 1934 : Schwarzer Jäger Johanna
- 1935 : Das Mädchen Johanna
- 1936 : Donogoo Tonka
- 1936 : Glückskinder
- 1936 : Stadt Anatol
- 1936 : Moskau – Shanghai
- 1936 : Savoy-Hotel 217
- 1936 : Die Kreutzersonate
- 1937 : Das schöne Fräulein Schragg
- 1937 : Der Mann, der Sherlock Holmes war
- 1937 : Zu neuen Ufern
- 1937 : Der Herrscher
- 1937 : Madame Bovary
- 1937 : La Habanera
- 1938 : Die Umwege des schönen Karl
- 1938 : Der Spieler
- 1938 : Verwehte Spuren
- 1938 : Tanz auf dem Vulkan
- 1938 : Lauter Lügen
- 1939 : Der Schritt vom Wege
- 1939 : Die Geliebte
- 1939 : Paradies der Junggesellen
- 1939 : Der Florentiner Hut
- 1939 : Robert Koch, der Bekämpfer des Todes
- 1939 : D III 88
- 1939 : Der Gouverneur
- 1940 : Zwei Welten
- 1940 : Unser Fräulein Doktor
- 1940 : Das Mädchen von Fanö
- 1941 : Kampfgeschwader Lützow
- 1941 : Ohm Krüger
- 1941 : Friedemann Bach
- 1941 : Der Gasmann
- 1942 : Anschlag auf Baku
- 1942 : Die Entlassung
- 1943 : Ein glücklicher Mensch
- 1944 : Opfergang
- 1945 : Kolberg
- 1945 : Der Mann im Sattel
- 1945 : Der Puppenspieler (inacabada)
- 1945 : Sag’ die Wahrheit (inacabada)
- 1946 : Irgendwo in Berlin
- 1947 : Razzia
- 1948 : Affaire Blum
- 1948 : Und wieder 48
- 1949 : Träum’ nicht, Annette!
- 1949 : Der Biberpelz
- 1949 : Unser täglich Brot
- 1950 : Das kalte Herz
- 1950 : Der Rat der Götter
- 1952 : Herz der Welt
- 1952 : Die Spur führt nach Berlin
- 1952 : Toxi
- 1952 : Vater braucht eine Frau
- 1952 : Die große Versuchung
- 1953 : Die Stärkere
- 1953 : Muß man sich gleich scheiden lassen?
- 1953 : Königliche Hoheit
- 1953 : Solange Du da bist
- 1954 : Meines Vaters Pferde I. Teil Lena und Nicoline
- 1954 : Die verschwundene Miniatur
- 1954 : Der letzte Sommer
- 1954 : Sauerbruch – Das war mein Leben
- 1955 : Ein Herz voll Musik
- 1955 : Ludwig II. – Glanz und Elend eines Königs
- 1955 : Griff nach den Sternen
- 1955 : Der 20. Juli
- 1955 : Himmel ohne Sterne
- 1955 : Sohn ohne Heimat
- 1956 : Teufel in Seide
- 1956 : Ich suche Dich
- 1956 : Anastasia, die letzte Zarentochter

## Teatro
- 1932 : Hannes Reutter: Der große Krumme, dirección de Bernd Hofmann (Theater am Schiffbauerdamm)
- 1947 : Molière: Tartufo, dirección de Willi Schmidt (Deutsches Theater de Berlín – Kammerspiele)
- 1949 : Bertolt Brecht: Madre Coraje y sus hijos, dirección de Erich Engel (Berliner Ensemble en Deutsches Theater Berlin)

## Radio
- 1932 : Bertolt Brecht: Die heilige Johanna der Schlachthöfe, dirección de Alfred Braun (Funk-Stunde Berlin)
- 1945 : Gotthold Ephraim Lessing: Nathan el Sabio, dirección de Hannes Küpper (Berliner Rundfunk)
- 1947 : Horst Lommer/Günther Osswald: Der General, dirección de Peter Elsholtz (Berliner Rundfunk)
- 1954 : Dylan Thomas: Bajo el bosque lácteo, dirección de Fritz Schröder-Jahn (Nordwestdeutscher Rundfunk)